# Bruno Vidoni
Bruno Vidoni (Cento, 1930 – 2001) è stato un fotografo, artista e pittore italiano.

## Biografia
Nato e vissuto a Cento, viene ricordato principalmente per il falso reportage fotografico realizzato nel 1973 con lo pseudonimo di Roger Walker e con la complicità creativa di Ando Gilardi, redattore di Photo13. Il "finto" reportage, ambientato nelle strade di Cento e Pieve di Cento, documentava gli scontri tra esercito inglese,  cattolici e protestanti nell'Irlanda del Nord. Nonostante nelle fotografie fossero inseriti tutti gli elementi utili a svelarne la dichiarata impostura, come ad esempio in lontananza si poteva scorgere una 600 targata FE, venne preso per vero e pubblicato con grande enfasi dalla rivista Il Diaframma di Lanfranco Colombo. Vidoni con questa provocazione artistica intendeva dimostrare che «la fotografia è sempre un falso». L'artista centese sosteneva infatti che la fotografia di guerra non avesse più alcun valore documentario ma che, anzi, creasse solo malsana fascinazione.
Il dibattito che ne seguì, che si protrasse per mesi, proiettò Vidoni nella storia della fotografia italiana. Eppure Gilardi, già due anni prima, nel novembre 1971, aveva pubblicato su Photo13 un altro falso servizio della guerra in Cambogia che Vidoni aveva fotografato sulle rive del Reno. Egli non si limitò alla foto del soldato americano che sfoglia Playboy col cadavere accanto che galleggia nell'acqua, ma corredò la foto con le veline telex e le didascalie in inglese. Sulla rivista veniva spiegato tutto, che quelle foto non erano vere ma sembravano reali. Lo stesso Gilardi commentò: "qualcuno è più vero dei reali, e molti dei reali sono più falsi dei mimi". 
Non furono gli unici falsi di Vidoni, già nel 1969 partecipò ad un concorso, vincendolo, con un "dietro le quinte di una corrida" seguendo la giornata di un toreador nella Spagna franchista, tutto ripreso all'"Osteria Da Encio" di Cento con la goliardica partecipazione di un gruppo di amici.
Dopo la formazione artistica al Liceo Artistico Venturi di Modena, Vidoni divenne insegnante di materie artistiche alle scuole medie, rimanendo in servizio attivo fino al 1982.
La sua attività non si limitò alla fotografia, che fu un elemento fondamentale della sua estetica e della sua opera di falsario e trickster. Fu anche pittore, grafico, incisore, gallerista, critico d'arte e storico, riuscendo a mescolare una grande varietà di tecniche e generi, lasciando una grande quantità di opere.
La figura di Bruno Vidoni è al centro di un complesso progetto di valorizzazione: nel periodo 2011-2013 il Comune di Cento e il Centro Etnografico Ferrarese (ente del comune di Ferrara con cui l'artista collaborò a partire dagli anni settanta) operarono un primo approfondimento critico all'attività artistica di Vidoni. A partire dal 2015, su impulso di Marina Ferriani, vedova dell'artista, e con la supervisione scientifica del Centro Etnografico Ferrarese, è iniziato il riordino e lo studio sistematico dell'archivio dell'artista, i cui risultati sono stati socializzati in numerose pubblicazioni tematiche e mostre in Italia e in Francia.

## Pubblicazioni
- Le inattendibilità del vero, a cura di Mariateresa Alberti e Roberto Roda, Sometti ed. 2013 - ISBN 978-88-7495-476-6
- Le ali di Ipnos, Sometti ed. 2018